# Comisariado del Pueblo de Asuntos Exteriores de la Unión Soviética
El Comisariado del Pueblo para Asuntos Exteriores de la Unión Soviética (en ruso: Народный Коммиссариат Иностранных Дел СССР: Narodny Komissariat Inostránnyj Del), conocido a veces por su acrónimo ruso Narkomindel o NKID, fue el nombre del Ministerio de Exteriores de la Unión Soviética. El Comisario del pueblo para Asuntos Exteriores, jefe de la organización, era miembro del Consejo de Comisarios del Pueblo, gobierno del estado soviético. La comisaría (a veces también llamada Comisariado) sustituyó al ministerio de exteriores del Gobierno Provisional Ruso tras el Revolución de Octubre del partido bolchevique (noviembre de 1917) y desapareció en 1946 cuando todas los comisariados del gobierno volvieron a llamarse ministerios.
Tras un comienzo en que los políticos bolcheviques pensaron que la revolución se extendería por todo el mundo haciendo superfluas las relaciones diplomáticas, el fracaso de los movimientos revolucionarios más allá de las fronteras rusas hicieron necesaria la creación de un organismo dedicado a mantener las relaciones con los demás países y ayudar a la conservación del nuevo gobierno en un entorno hostil. La tarea de los diplomáticos soviéticos (polpred, acrónimo de plenipotenciario en ruso) no era sencilla por su retórica anticapitalista y su utilización de la inmunidad diplomática para llevar a cabo acciones de apoyo a los movimientos revolucionarios, vistas ambas con gran recelo por los países en los que se hallaban destinados. Solo entrada la década de los años veinte los diplomáticos abandonaron las acciones subversivas más evidentes y establecieron una forma de trabajo más tradicional ante la necesidad de estabilizar las relaciones de la Unión Soviética con el resto de países y evitar el peligro de una nueva intervención extranjera que acabase con el gobierno soviético.
El primer comisario del pueblo de Exteriores fue León Trotski quien fue el firmante del Tratado de Brest-Litovsk. Tras su nombramiento anunció que su tarea primordial sería la publicación de todos los tratados y protocolos secretos que habían suscrito los anteriores gobiernos rusos. Su presentación causó gran revuelo e incomodidad entre los gobiernos de la Entente.
Su primer comisario del pueblo, Gueorgui Chicherin, permaneció a la cabeza del organismo durante toda la década de los años veinte siendo sustituido por su vicecomisario Maxim Litvínov en el verano de 1930 cuando su enfermedad crónica le impidió definitivamente permanecer en el puesto. La enemistad entre Chicherin y Stalin y el poder cada vez mayor de este en el país también facilitaron el cambio. Desde 1928, sin embargo, Litvínov había ido tomando el control de la organización ante las bajas cada vez más frecuentes de un Chicherin enfermo. La relación entre Chicherin y su sucesor, a pesar de un gran respeto profesional, no había sido fácil, siendo el carácter y los estilos de trabajo de ambos muy diferentes.

## Estructura
A pesar de que el Comisariado debería haber supuesto una ruptura total con el antiguo ministerio de exteriores anterior a la Revolución de Octubre, los necesarios conocimientos técnicos y lingüísticos impidieron tal cambio radical, continuando muchos diplomáticos de la antigua escuela al servicio de la Comisaría al comienzo del periodo soviético. Su estructura tampoco varió mucho, consistiendo en departamentos especializados en áreas diversas como antes de la toma del poder por los bolcheviques.
Hasta 1934, la Comisaría era teóricamente un organismo colegiado (коллегия), formado por el comisario y dos vicecomisarios, uno para la política occidental y otro para la oriental. Durante los años veinte, cuando Chicherin ocupó el puesto de comisario, fue el vicecomisario de asuntos occidentales (Litvínov) el que solía sustituir al comisario en los momentos en los que este se encontraba ausente (cada vez más a menudo a finales de los años veinte, por la enfermedad de Chicherin) y el que solía prevalecer en las disputas entre los dos vicecomisarios, a pesar de la preferencia de Chicherin por Karaján (vicecomisario oriental) frente a Litvínov.
Con el crecimiento gradual del poder de Stalin, la independencia del Narkomindel se fue reduciendo paulatinamente, aunque en general solo interviniese en sus asuntos en situaciones que consideraba especialmente graves, dejando los asuntos del día a día y las comunicaciones con los diplomáticos en el extranjero en manos del Narkomindel.
Dado que el contacto con el extranjero era visto con suspicacia en la Unión Soviética, los puestos diplomáticos requerían un personal de gran fiabilidad política. Por ello la sustitución del antiguo cuerpo diplomático fue lento, llevándose a cabo una selección cuidada y una formación concienzuda de los candidatos a servir en el extranjero. Solo en 1926 logró el Narkomindel ocupar el primer puesto entre los principales funcionarios del estado (nomenklatura): de 923 miembros en la administración central 205 pertenecían a la organización, siendo la mayoría de sus más altos funcionarios miembros del Partido.
A pesar de que el cuerpo diplomático soviético se elegía con gran cuidado, sufrió grandes purgas durante el Gran Terror a finales de los años 30. Por su contacto con el exterior y la posibilidad de haber sido reclutados por los servicios de espionaje extranjeros, los diplomáticos soviéticos fueron víctimas de las sospechas de los cuerpos de seguridad del estado. La rivalidad entre el Narkomindel y la policía secreta del NKVD agravó las detenciones en la Comisaría. En 1939, Mólotov sustituyó a Litvínov como comisario, acabándose con el relevo el apoyo a la política de Frente popular y el intento de mantener la seguridad internacional a través de los foros creados tras la Primera Guerra Mundial, como la Sociedad de Naciones. Fue Mólotov el firmante del llamado Pacto Ribbentrop-Mólotov.
En 1941, únicamente el 25 % de los altos funcionarios del Comisariado habían recibido su puesto antes de 1939 y solo un 15 % antes de 1936, habiéndose producido así un gran relevo en el personal del ministerio respecto al periodo de Litvínov.

## Lista de Comisarios del Pueblo
| N.º | Comisario | Comisario                      | Partido | Partido           | Periodo                                | Gabinete                   |
| --- | --------- | ------------------------------ | ------- | ----------------- | -------------------------------------- | -------------------------- |
| 1   |           | Gueorgui Chicherin (1872-1936) |         | Partido Comunista | 6 de julio de 1923-21 de julio de 1930 | Lenin II Rýkov I-II-III-IV |
| 2   |           | Maxim Litvínov (1876-1951)     |         | Partido Comunista | 21 de julio de 1930-3 de mayo de 1939  | Mólotov I-II-III-IV        |
| 3   |           | Viacheslav Mólotov (1890-1986) |         | Partido Comunista | 3 de mayo de 1939-15 de marzo de 1946  | Mólotov IV Stalin I        |